# رخینو ارناندس
رخینو ارناندس (اسپانیایی: Regino Hernández‎؛ زادهٔ ۲۵ ژوئیهٔ ۱۹۹۱) اسنوبردسوار اهل اسپانیا است.